# Tell Him
"Tell Him" is een nummer van de Amerikaanse zangeres Barbra Streisand en de Canadese zangeres Céline Dion. Het nummer verscheen op hun respectievelijke albums Higher Ground en Let's Talk About Love uit 1997. Op 3 november van dat jaar werd het nummer uitgebracht als de eerste single van de albums.

## Achtergrond
"Tell Him" is geschreven door Linda Thompson, Walter Afanasieff en David Foster en geproduceerd door Foster en Afanasieff. Het idee voor een duet ontstond nadat Dion op 24 maart 1997 tijdens de Academy Awards het nummer "I Finally Found Someone" uit de film The Mirror Has Two Faces zong, dat oorspronkelijk was opgenomen als duet tussen Streisand en Bryan Adams. Streisand wilde het nummer die avond niet zingen en Natalie Cole zou haar plaats innemen. Cole zegde echter twee dagen voor het optreden af en Dion nam haar plaats in.
Enkele dagen na het optreden van Dion stuurde Streisand haar bloemen en een kaartje met de tekst: "Ik bekeek later de opname, je hebt mijn nummer prachtig gezongen en ik vind het jammer dat ik er niet was om het te horen, laten we de volgende keer samen een nummer maken. Ik wou echt dat jouw nummer had gewonnen, je bent een geweldige zangeres". René Angélil, de man en manager van Dion, belde David Foster om een nummer voor de twee te schrijven, en "Tell Him" was het resultaat. Dion noemde Streisand als een van haar grote idolen en wilde altijd al met haar samen zingen, maar was te bang om te dicht bij haar te komen. Zij vertelde hierover: "Er is vrijwel niets nodig om jouw beeld van hen te vernietigen. En net zo weinig om je te verpletteren."
"Tell Him" werd een wereldwijde hit, alhoewel het in de Verenigde Staten niet als single werd uitgebracht aangezien het buiten de adult contemporary-radiostations te weinig support kreeg. In het Verenigd Koninkrijk haalde het nummer de derde positie en in vele andere landen was het een top 10-hit. In Nederland werd de eerste plaats in de Top 40 en de tweede plaats in de Mega Top 100 behaald, terwijl het nummer in Vlaanderen tot de derde plaats in de Ultratop 50 kwam. In 1998 werd het nummer genomineerd voor een Grammy Award in de categorie Best Pop Collaboration with Vocals, maar verloor van "Don't Look Back" van John Lee Hooker en Van Morrison.

## Hitnoteringen

### Nederlandse Top 40
| Hitnotering: 15-11-1997 t/m 14-03-1998 | Hitnotering: 15-11-1997 t/m 14-03-1998 | Hitnotering: 15-11-1997 t/m 14-03-1998 | Hitnotering: 15-11-1997 t/m 14-03-1998 | Hitnotering: 15-11-1997 t/m 14-03-1998 | Hitnotering: 15-11-1997 t/m 14-03-1998 | Hitnotering: 15-11-1997 t/m 14-03-1998 | Hitnotering: 15-11-1997 t/m 14-03-1998 | Hitnotering: 15-11-1997 t/m 14-03-1998 | Hitnotering: 15-11-1997 t/m 14-03-1998 | Hitnotering: 15-11-1997 t/m 14-03-1998 | Hitnotering: 15-11-1997 t/m 14-03-1998 | Hitnotering: 15-11-1997 t/m 14-03-1998 | Hitnotering: 15-11-1997 t/m 14-03-1998 | Hitnotering: 15-11-1997 t/m 14-03-1998 | Hitnotering: 15-11-1997 t/m 14-03-1998 | Hitnotering: 15-11-1997 t/m 14-03-1998 | Hitnotering: 15-11-1997 t/m 14-03-1998 | Hitnotering: 15-11-1997 t/m 14-03-1998 |
| Week:                                  | 1                                      | 2                                      | 3                                      | 4                                      | 5                                      | 6                                      | 7                                      | 8                                      | 9                                      | 10                                     | 11                                     | 12                                     | 13                                     | 14                                     | 15                                     | 16                                     | 17                                     |                                        |
| -------------------------------------- | -------------------------------------- | -------------------------------------- | -------------------------------------- | -------------------------------------- | -------------------------------------- | -------------------------------------- | -------------------------------------- | -------------------------------------- | -------------------------------------- | -------------------------------------- | -------------------------------------- | -------------------------------------- | -------------------------------------- | -------------------------------------- | -------------------------------------- | -------------------------------------- | -------------------------------------- | -------------------------------------- |
| Positie:                               | 17                                     | 4                                      | 4                                      | 3                                      | 2                                      | 2                                      | 1                                      | 2                                      | 2                                      | 6                                      | 11                                     | 12                                     | 13                                     | 18                                     | 22                                     | 29                                     | 39                                     | uit                                    |

### Mega Top 100
| Hitnotering: 08-11-1997 t/m 18-04-1998 | Hitnotering: 08-11-1997 t/m 18-04-1998 | Hitnotering: 08-11-1997 t/m 18-04-1998 | Hitnotering: 08-11-1997 t/m 18-04-1998 | Hitnotering: 08-11-1997 t/m 18-04-1998 | Hitnotering: 08-11-1997 t/m 18-04-1998 | Hitnotering: 08-11-1997 t/m 18-04-1998 | Hitnotering: 08-11-1997 t/m 18-04-1998 | Hitnotering: 08-11-1997 t/m 18-04-1998 | Hitnotering: 08-11-1997 t/m 18-04-1998 | Hitnotering: 08-11-1997 t/m 18-04-1998 | Hitnotering: 08-11-1997 t/m 18-04-1998 | Hitnotering: 08-11-1997 t/m 18-04-1998 | Hitnotering: 08-11-1997 t/m 18-04-1998 | Hitnotering: 08-11-1997 t/m 18-04-1998 | Hitnotering: 08-11-1997 t/m 18-04-1998 | Hitnotering: 08-11-1997 t/m 18-04-1998 | Hitnotering: 08-11-1997 t/m 18-04-1998 | Hitnotering: 08-11-1997 t/m 18-04-1998 | Hitnotering: 08-11-1997 t/m 18-04-1998 | Hitnotering: 08-11-1997 t/m 18-04-1998 | Hitnotering: 08-11-1997 t/m 18-04-1998 | Hitnotering: 08-11-1997 t/m 18-04-1998 | Hitnotering: 08-11-1997 t/m 18-04-1998 | Hitnotering: 08-11-1997 t/m 18-04-1998 |
| Week:                                  | 1                                      | 2                                      | 3                                      | 4                                      | 5                                      | 6                                      | 7                                      | 8                                      | 9                                      | 10                                     | 11                                     | 12                                     | 13                                     | 14                                     | 15                                     | 16                                     | 17                                     | 18                                     | 19                                     | 20                                     | 21                                     | 22                                     | 23                                     |                                        |
| -------------------------------------- | -------------------------------------- | -------------------------------------- | -------------------------------------- | -------------------------------------- | -------------------------------------- | -------------------------------------- | -------------------------------------- | -------------------------------------- | -------------------------------------- | -------------------------------------- | -------------------------------------- | -------------------------------------- | -------------------------------------- | -------------------------------------- | -------------------------------------- | -------------------------------------- | -------------------------------------- | -------------------------------------- | -------------------------------------- | -------------------------------------- | -------------------------------------- | -------------------------------------- | -------------------------------------- | -------------------------------------- |
| Positie:                               | 81                                     | 13                                     | 8                                      | 4                                      | 3                                      | 2                                      | 2                                      | 2                                      | 2                                      | 2                                      | 5                                      | 8                                      | 10                                     | 13                                     | 14                                     | 22                                     | 31                                     | 36                                     | 41                                     | 47                                     | 53                                     | 63                                     | 75                                     | uit                                    |

### NPO Radio 2 Top 2000
| Nummer met noteringen in de NPO Radio 2 Top 2000 | '99 | '00 | '01 | '02 | '03 | '04 | '05 | '06 | '07 | '08 | '09 | '10 | '11 | '12  | '13  | '14  | '15  | '16 | '17  | '18  | '19  | '20  | '21  | '22  | '23  | '24  |
| ------------------------------------------------ | --- | --- | --- | --- | --- | --- | --- | --- | --- | --- | --- | --- | --- | ---- | ---- | ---- | ---- | --- | ---- | ---- | ---- | ---- | ---- | ---- | ---- | ---- |
| Tell Him                                         | 158 | 303 | 273 | 323 | 506 | 385 | 375 | 437 | 477 | 414 | 748 | 659 | 856 | 1436 | 1606 | 1463 | 1659 | -   | 1354 | 1481 | 1519 | 1385 | 1665 | 1695 | 1546 | 1533 |

1. ↑  Een '-' betekent dat het nummer niet was genoteerd en een vetgedrukt getal geeft de hoogste notering aan.